# Santa Maria de Oliveira
Santa Maria de Oliveira (oficialmente Oliveira Santa Maria) é uma freguesia portuguesa do município de Vila Nova de Famalicão, com 4,64 km² de área e 3279 habitantes (censo de 2021), tendo, por isso, uma densidade populacional de 706,7 hab./km².  

## História
Os vestígios mais antigos remontam ao período da Proto-História, durante o qual terá sido erigido o povoado fortificado do Monte Crasto (Monte de Santa Tecla). Este povoado está localizado no relevo mais importante da freguesia, dominando uma parte do vale do rio Ave e do seu afluente, o rio Pele. Esse povoado provavelmente utilizou o terreno local a seu favor para se defender de ameaças externas, usando o relevo acidentado na região do Monte de Santa Tecla e o Rio Ave para propósitos de defesa e fortificação.
Após procura arqueológica encontraram-se estruturas defensivas em Santa Tecla que remontam a tempos anteriores aos romanos. Descobriram-se ruínas de uma muralha exterior, sem fosso, em cujo interior se notam duas plataformas largas e bem aplanadas com contornos pouco definidos. Em toda a área do castro se encontram monólitos de granito, que circundam o mesmo. À superfície observam-se muitos vestígios de fragmentos cerâmicos e vestígios de telha. A este do penedo das Pucarinhas, também parece existir vestígios de construção, e há a referência a uma inscrição (perto da atual capela de Santa Tecla).
Durante a Idade Média foi fundado o Mosteiro de Santa Maria de Oliveira, no ano de 1033, por Marcos Arias e sua mulher Aldosinda Juliano, localizado junto das terras mais férteis da freguesia. Esse facto pode indicar que a fundação de Oliveira Santa Maria remonte a alguns anos antes da edificação do mosteiro, apesar de não haver registros. 
Este mosteiro detinha um património constituído por propriedades espalhadas por diversas freguesias, em locais distantes pelo Entre-Douro-e-Minho. Manteve a sua enorme importância durante o período medieval como o mosteiro "pai" da Ordem dos Cónegos Regrantes de Santo Agostinho.
No dia 29 de Agosto de 1308, o arcebispo de Braga, Dom Martinho de Oliveira, faz nova doação da “Ecclesia Sancti Jacobi de Castelãos”.
Em 1599, o Mosteiro de Santa Maria de Oliveira é integrado no Real Mosteiro de São Vicente de Fora, da cidade de Lisboa.
Por volta do ano 1740 o Mosteiro de Santa Maria de Oliveira encontrava-se em ruínas, então o Capitão-Mor Custódio Francisco Braga, Senhor da Casa de Santiago, pagou do seu bolso o restauro da frontaria e da capela-mor. Ao Capitão-Mor Custódio Francisco Braga, que em virtude de ter pago as obras de restauro da Igreja e de renovação da fachada da mesma, como consta da inscrição da porta principal do mosteiro, foi-lhe concedido, como forma de agradecimento, duas sepulturas na capela-mor da Igreja, junto às paredes laterais.
Do lado do Evangelho, sepultavam-se os Senhores da Casa de Santiago, do lado da Epístola eram as Senhoras da Casa, e no meio eram sepultados os reverendos párocos, isto por despacho de 24 de Novembro de 1741 de Dom Pedro da Conceição, Dom-Prior do Real Mosteiro de São Vicente de Fora, e por outro despacho de 7 de Novembro de 1741, este assinado por Sua Alteza Real o Senhor Dom José de Bragança, Infante de Portugal e Arcebispo Primaz de Braga (irmão do Rei Dom João V).

## Geografia

### Relevos Naturais e Topografia
Oliveira Santa Maria é lar de diversos relevos e paisagens naturais, desde zonas fluviais mais baixas até aos montes mais altos. O ponto mais elevado da freguesia é o Monte de Santa Tecla, que atinge 334 metros acima do nível médio das águas do mar, enquanto o ponto mais baixo situa-se nas margens do rio Ave, a 81 metros de altitude.  
Apesar da sua topografia elevada, mesmo nos pontos mais baixos, Oliveira Santa Maria é palco para vastas planícies, que cobrem as regiões central e sudeste da freguesia. Estas áreas, reconhecidas pela sua fertilidade, constituem os terrenos mais propícios à agricultura, especialmente na zona adjacente ao Mosteiro de Santa Maria.   
A sul da freguesia, encontram-se vastas áreas florestais, enquanto as zonas planas restantes estão, em grande parte, urbanizadas, sendo utilizadas para a construção de edificações e habitações, intercaladas por espaços verdes.  
No setor sudeste da freguesia, o rio Ave delineia a fronteira entre Oliveira Santa Maria e Riba de Ave. Este rio representa um elemento de grande importância económica, social e geográfica para a localidade, além de ser um dos seus principais marcos naturais. As suas margens constituem um espaço de lazer para a população local, destacando-se o Parque da Azenha Velha, partilhado entre Oliveira Santa Maria e Riba de Ave.  

#### Elevações naturais
Quanto às elevações naturais, a freguesia possui diversos montes, entre os quais se destacam o Monte de Santa Tecla (também conhecido como Monte Castro) e o Monte de São Sebastião, este último com 240 metros de altitude, sendo o segundo ponto mais alto da localidade. Estes montes desempenham um papel fundamental na identidade cultural, social e geográfica da freguesia, servindo de cenário para duas das suas capelas mais emblemáticas: a Capela de São Sebastião e a Capela de Santa Tecla. Além disso, o topo do Monte de Santa Tecla abriga um marco geodésico, assente sobre um imponente penedo granítico.

#### Fauna e flora
Em relação à fauna e à flora, Oliveira Santa Maria apresenta uma biodiversidade significativa. Nos montes e áreas elevadas, a presença do eucalipto, espécie invasora, é predominante. No entanto, a oliveira, árvore que dá nome à freguesia, mantém-se como um símbolo local, sendo comum nas imediações do Mosteiro e em propriedades particulares, embora menos frequente em ambiente selvagem. A fauna local inclui diversas espécies típicas do Vale do Ave, como coelhos e cobras. No âmbito agropecuário, a freguesia mantém uma tradição agrícola e de criação de gado, com destaque para a pecuária bovina e, em menor escala, caprina.
Um dos locais de maior interesse na freguesia é a Quinta das Anas — propriedade do médico portuense Dr. Fernando Póvoas —, que abriga uma ampla variedade de espécies animais, tanto da fauna regional quanto de caráter exótico. Neste espaço, é possível encontrar girafas e corujas até lagoas povoadas por diferentes espécies de peixes, tornando a quinta um dos destinos mais atrativos da região.

## Demografia
A população registada nos censos foi:
| Ano  | N.º de Famílias | ±%     |
| ---- | --------------- | ------ |
| 2021 | 1191            | +0.4%  |
| 2011 | 1186            | +21.4% |
| 2001 | 932             | +14,1% |
| 1991 | 801             | +7%    |
| 1981 | 745             | +23.9% |
| 1970 | 567             | +7.1%  |
| 1960 | 527             | +16.5% |
| 1950 | 440             | +19.1% |
| 1940 | 356             | +25.6% |
| 1930 | 265             | +28.7% |
| 1920 | 189             | +4.8%  |
| 1911 | 180             | N/D    |

(N/D - Sem dados)
| Distribuição da População por Grupos Etários | Distribuição da População por Grupos Etários | Distribuição da População por Grupos Etários | Distribuição da População por Grupos Etários | Distribuição da População por Grupos Etários |
| -------------------------------------------- | -------------------------------------------- | -------------------------------------------- | -------------------------------------------- | -------------------------------------------- |
| Ano                                          | 0-14 Anos                                    | 15-24 Anos                                   | 25-64 Anos                                   | > 65 Anos                                    |
| 2001                                         | 577                                          | 510                                          | 1679                                         | 325                                          |
| 2011                                         | 501                                          | 408                                          | 2030                                         | 481                                          |
| 2021                                         | 399                                          | 317                                          | 1871                                         | 692                                          |

| Ano         | 2021 | 2011 | 2011 | 1991 | 1981 | 1970 | 1960 | 1950 | 1940 | 1930 | 1920 | 1911 |
| ----------- | ---- | ---- | ---- | ---- | ---- | ---- | ---- | ---- | ---- | ---- | ---- | ---- |
| Alojamentos | 1440 | 1422 | 1008 | 898  | 825  | 694  | 533  | 431  | 376  | 286  | 227  | 221  |
| Edifícios   | 1103 | 1084 | 792  | 796  | N/D  | N/D  | N/D  | N/D  | N/D  | N/D  | N/D  | N/D  |

(N/D - Sem dados)

## Cultura

### Património monumental
- Mosteiro de Oliveira
- Capelas: Santa Tecla, São Sebastião, Cimo de Oliveira, São Gonçalo (aberta caso seja solicitado), Capela do Espírito Santo e Capela Mortuária
- Alminhas

### Património cultural
- Procissão do Senhor dos Passos
- Festas em Honra de São Sebastião[8]
- Bulir em Terras de Santa Maria

### Coletividades

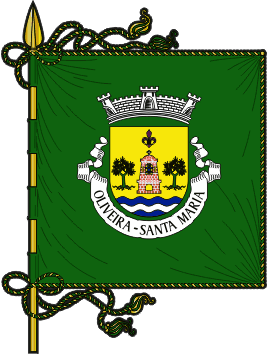
Estandarte de Oliveira Santa Maria

- Associação Desportiva Oliveirense

### Símbolos
- Brasão: O brasão é constituído por um escudo de ouro, com uma torre sineira de vermelho, lavrada e rematada por uma cruz, tudo de prata com sino de azul, entre duas oliveiras de verde iguais, frutadas de negro; no topo, uma flor-de-lis de púrpura; campanha ondada de azul e prata. Coroa mural de prata de três torres. Listel branco com a legenda a negro, em maiúsculas: "OLIVEIRA – SANTA MARIA".[9]
  - A flor-de-lis: Representa Santa Maria, padroeira principal da freguesia;
  - A torre: Simboliza o Mosteiro de que Oliveira Santa Maria tanto se orgulha;
  - As oliveiras: Aludem claramente ao próprio nome da freguesia;
  - A campanha ondada: Representa o rio Ave.

- Bandeira: A bandeira é constituída pelo brasão de Oliveira Santa Maria numa posição central, envolvido por um fundo verde-escuro. É representada na proporção 3×2.

- Estandarte: O estandarte de Oliveira Santa Maria é constituído pelo brasão de Oliveira Santa Maria numa posição central, envolvido por um fundo verde-escuro. É representado na proporção 1×1. O estandarte é içado numa haste de ouro que ostenta cordões e borlas de ouro e verde.

- Lema: Oliveira Santa Maria tem dois lemas principais, um representando a junta de freguesia: "Sempre a trabalhar para si!"; e outro representando a freguesia em si: "Não somos apenas 3279 habitantes, somos um dos braços culturais mais fortes de Portugal!".

- Mosteiro de Santa Maria: O Mosteiro de Santa Maria é o principal e mais importante símbolo arquitetónico de Oliveira Santa Maria, estando até representado no seu brasão, ele é o Mosteiro mais velho do concelho de Vila Nova de Famalicão e do Vale do Ave.

- Rio Ave: O rio Ave é um dos relevos mais importantes de Oliveira Santa Maria, este rio banha a região sudeste da freguesia, sendo que a totalidade da fronteira entre Oliveira Santa Maria e Riba de Ave é demarcada pelo Rio Ave, tal como parte da fronteira entre Oliveira Santa Maria e Serzedelo. Nas margens do rio Ave encontra-se o ponto com menor altitude da freguesia (81 metro acima do nível do mar).

- Monte de Santa Tecla: O Monte de Santa Tecla é outro dos mais importantes relevos de Oliveira Santa Maria, sendo que aqui encontra-se o ponto de maior altitude (334 metros acima do nível do mar), marcado pelo Marco Geodésico do Monte Castro (outra denominação para o Monte de Santa Tecla). Uma das mais características tradições de Oliveira Santa Maria envolve o Monte de Santa Tecla, a procissão do Senhor dos Passos.

- Monte de São Sebastião: O Monte de São Sebastião é o segundo monte com maior altitude inteiramente em Oliveira Santa Maria, tendo uma altitude máxima de 240 metros acima do nível do mar. No cimo deste monte encontra-se a célebre Capela de São Sebastião, uma das mais visitadas e importantes da freguesia.